# Асфоделус
Асфоде́лус, Асфоде́люс, или Асфоде́ль (лат. Asphodelus) — род растений, типовой род семейства Асфоделовые (Asphodelaceae).

## Ботаническое описание
Представители рода, дикорастущие в средиземноморских странах, — почти все многолетники, красивые травянистые растения без луковицы, с толстыми корневищами, усаженными продолговатыми «шишками». Линейные или желобчатые листья все прикорневые. Простой или ветвистый безлистный стебель несёт на конце довольно крупные цветы, белые, реже жёлтые, иногда с пурпуровыми полосами, собранные в кисти или колос. Каждый цветок, подобно другим лилейным, состоит из глубоко-6-раздельного околоцветника (лепестков венчика), шести тычинок, окружающих трёхгнездную завязь расширенными основаниями своих нитей (отличительный признак рода Асфоделус от близкого к нему рода Антерикум). Плод — почти шаровидная морщинистая коробочка, трескающаяся на три створки.

## Распространение
Чаще других попадаются в Южной Европе в диком виде и часто разводятся в горшках асфоделус белый (Asphodelus albus), с неветвистым стеблем, и асфоделус ветвистый (Asphodelus ramosus). У обоих видов корневище несёт много шишек, или клубней, снаружи чёрных, внутри белых, мясистых и сочных, содержащих много крахмала и сахара (значительно больше, чем сахарный тростник).
Во Франции из клубней производят спирт; так, в Лангедоке винокуренные заводы после брожения и перегонки получают 8 весовых единиц 86-градусного спирта из 100 единиц сока, выжатого из клубней белого асфоделя, растущего там в изобилии. Асфодельный спирт чист, без примеси сивушного масла, сохраняет свойственный растению аромат. В Испании и Греции оба названных вида иногда занимают большие пространства на влажных лугах, кажущихся во время цветения покрытыми снегом. Клубни употребляются в пищу.

## Виды
По информации базы данных The Plant List, род включает 18 видов:
- Asphodelus acaulis Desf.
- Asphodelus aestivus Brot.
- Asphodelus albus Mill. — Асфоделус белый
- Asphodelus ayardii Jahand. & Maire
- Asphodelus bakeri Breistr.
- Asphodelus bento-rainhae P.Silva
- Asphodelus cerasiferus J.Gay
- Asphodelus fistulosus L.
- Asphodelus gracilis Braun-Blanq. & Maire
- Asphodelus lusitanicus Cout.
- Asphodelus macrocarpus Parl.
- Asphodelus microcarpus Salzm. & Viv.
- Asphodelus ramosus L. typus[1] — Асфоделус ветвистый
- Asphodelus refractus Boiss.
- Asphodelus roseus Humbert & Maire
- Asphodelus serotinus Wolley-Dod
- Asphodelus tenuifolius Cav.
- Asphodelus viscidulus Boiss.

## Символика
У древних греков существовало мифическое представление о полях (или лугах) асфоделей в Аиде (подземном мире), по которым блуждали тени умерших, не совершивших преступлений, за которые отправляли на «поля наказаний», и не настолько героических и праведных, чтобы попасть в Элизиум. На полях асфоделей тени подвергались только забвению прежней жизни, поэтому асфодель являлся символом забвения.
Мчались они мимо струй океанских, скалы левкадийской,
Мимо ворот Гелиоса и мимо страны сновидений.
Вскоре рой их достиг асфодельного луга, который
Душам — призракам смертных уставших — обителью служит.Гомер, «Одиссея», песнь 24 (перевод В. В. Вересаева)